# Crisis City
Crisis City es un videojuego de acción desarrollado por Japan Vistec y publicado por Takara para PlayStation. Fue lanzado el 4 de julio de 1998 en Japón.

## Jugabilidad
Crisis City es un juego de acción con elementos de ciencia ficción. En el modo Historia principal, cada uno de los siete personajes tiene una historia diferente, aunque la misión es la misma para todos. El jugador debe atravesar varias áreas (divididas en siete etapas) siendo consciente de los obstáculos y enemigos en su camino. Cada personaje tiene sus propias voces, que se notan en las escenas antes y después de la pelea con el jefe.
Además del modo Historia principal, el juego presenta un modo Versus, donde se puede luchar contra un segundo jugador dentro de un campo de batalla, así como un modo de Ataque de tiempo si el jugador quiere poner en práctica sus habilidades de sigilo para poder completar cualquiera de los niveles en menos tiempo.
Incluye un modo desbloqueable llamado Extra, que es el mismo modo Historia pero eliminando las escenas y presenta enemigos nuevos y más desafiantes.